# Belay Zeleke
 (avril 2017).
Si vous disposez d'ouvrages ou d'articles de référence ou si vous connaissez des sites web de qualité traitant du thème abordé ici, merci de compléter l'article en donnant les références utiles à sa vérifiabilité et en les liant à la section « Notes et références ».
 (avril 2017).
Améliorez-le ou discutez des points à vérifier. 
Belay Zeleke (en ge'ez: በላይ ዘለቀ, 1909-1945) est un commandant militaire éthiopien qui dirige le mouvement de résistance Arbegnoch dans la région de Gojjam contre l'occupation italienne en Éthiopie, entre 1936 et 1941,.

## Biographie
Belay Zeleke est né en 1909 dans la province du Wello, d’un père d’origine Godjam et Berenta et d’une mère Wollo Borena. Très jeune et dans des conditions encore mystérieuses, Belay assassine son oncle et est contraint de fuir son village. Il vit ensuite isolé pendant 15 ans.
À la suite de l’invasion italienne en 1935, Belay rejoint la résistance éthiopienne. Il combat les fascistes et leur inflige plusieurs défaites locales, se montrant sans pitié : après avoir capturé un général italien, il ordonne sa pendaison. Peu à peu, les forces militaires italiennes sont refoulées à l’extérieur du Godjam et de certaines zones du Wello. Il se trouve plus tard à la tête de ces provinces, dans lesquelles il reçoit un grand soutien populaire. L’occupation italienne ne laissera presque aucune trace dans le Godjam tant l’action de Belay Zeleke se révèle être d’une grande efficacité.
En mai 1941, les patriotes éthiopiens libèrent Addis-Abeba, où l’empereur Haïlé Sélassié Ier revient après cinq années d’exil. La popularité de Belay Zeleke dans le Godjam - plus spécifiquement dans sa partie orientale à Bechana - inquiète l'empereur qui afin de l'écarter lui offre une position dans une des provinces du Sud. Belay Zeleke refuse, d'autant plus que les nominations d'autres chefs de la résistance à des positions élevées (Hailu Balaw est nommé Ras et gouverneur du Godjam) le mettent en colère. En signe de protestation, il refuse de suivre les ordres de ses supérieurs, ce qui conduit en février 1943 à l'intervention des forces armées dans son district. Après trois mois de combats, il abdique et est envoyé en prison à Addis-Abeba, d'où il s'échappe quelques mois plus tard. Il est retrouvé alors qu'il retournait dans le Godjam puis est ramené à la capitale où il est pendu publiquement.